# Sing Out!
Sing Out! est un magazine musical américain. Fondé à New York en 1950, il est consacré à la musique folk. Durant le « folk revival » américain, qui culmine lors des années 1960, il contribue à populariser des artistes tels Joan Baez et Bob Dylan.

## Histoire

### People's Songs
Le magazine est issu de People's Songs, une association créée en 1946 dans le but de promouvoir la musique folk en organisant des concerts et en diffusant notamment des tablatures ainsi que des ouvrages et des lettres d'information consacrés à ce genre musical. L'organisation a également un caractère politique et encourage la diffusion d'idées progressistes comme le pacifisme et la notion de justice sociale, à travers la musique,. Elle édite un bulletin trimestriel, baptisé People's Songs Bulletin. S'appuyant sur les traditions de l'Industrial Workers of the World (IWW), le bulletin encourage l'emploi de chansons pour galvaniser l'assistance dans les réunions syndicales,. Des chanteurs dans la mouvance de People's Songs, comme Pete Seeger et Paul Robeson, soutiennent la candidature d'Henry Wallace lors de l'élection présidentielle américaine de 1948. L'organisation est dissoute en 1949 mais son agence artistique, People's Artists, qui organise des concerts, continue d'opérer.

### Naissance deSing Out!
Le magazine Sing Out!, centré sur la musique plus que sur les messages politiques, voit le jour à New York en 1950. Il est fondé par le musicien Pete Seeger, l'ethnomusicologue Alan Lomax et Irwin Silber (en)[réf. souhaitée]. Né en 1925, Silber est un ancien membre de la Ligue des jeunes communistes. Diplômé de Brooklyn College en 1945, il est ensuite recruté par People's Songs. Il succède à Robert Wolfe au poste de rédacteur en chef de Sing Out!, poste qu'il occupe entre 1951 et 1967. Le magazine emploie également le chanteur et écrivain Paul Robeson, le compositeur Earl Robinson, l'éditeur musical Waldemar Hille et le critique Sidney Finklestein. Son titre fait référence à la chanson contestataire If I Had a Hammer (The Hammer Song), écrite par Pete Seeger et Lee Hays.
Le magazine contient des tablatures de chansons folk récentes et de classiques, tel This Land Is Your Land de Woody Guthrie. Sa sélection s'ouvre peu à peu aux airs traditionnels d'autres continents. 400 tablatures sont publiées durant ses cinq premières années d'existence. Sing Out! cesse brièvement de paraître en 1956 après la dissolution de People's Artists. La parution reprend l'année suivante grâce à l'arrivée d'un investisseur, Moses Asch, fondateur du label discographique Folkways Records. En 1960, Asch et Silber fondent Oak Publications, qui édite des manuels d'instruction musicale.

### Le folk revival
Sing Out!, qui jusqu'alors comptait quelques centaines d'abonnés, bénéficie du regain d'intérêt que connaît la musique folk aux États-Unis. En 1965, le nombre d'abonnés s'élève à 25 000,. Ce nouveau lectorat attire de nombreux annonceurs, entre autres des labels discographiques, luthiers et organisateurs de concerts,. Sing Out! devient la principale publication du « folk revival » et aide à populariser des artistes tels Joan Baez et Bob Dylan. Néanmoins, la rédaction exprime ses craintes devant la « commercialisation » de la scène folk. En novembre 1964, Dylan se produit au festival folk de Newport et interprète des chansons sans dimension sociale, accompagné de musiciens jouant d'instruments électriques. Déçu par sa prestation, Irwin Silber publie dans Sing Out! une lettre ouverte adressée au chanteur dans laquelle il déplore ce qu'il considère comme un « abandon » du public folk traditionnel. Silber critique également Burl Ives après que celui-ci a témoigné devant le sous-comité sénatorial d'enquête permanent en 1952 et a dénoncé quatre personnalités du monde du spectacle ayant des sympathies communistes.
Entre 1966 et 1968, Sing Out! publie une nouvelle formule, lancée à l'occasion de son quinzième anniversaire. Le magazine inclut un LP miniature de 11 chansons interprétées entre autres par Phil Ochs et le banjoïste Frank Proffitt (en). Les prises de position de Silber, hostiles au folk rock, ne sont pas unanimement partagées par la rédaction et le lectorat de Sing Out!. En 1967, il doit partager le poste de rédacteur en chef, avant de quitter le magazine l'année suivante.

### Après le départ de Silber
En 1967, Irwin Silber revend ses parts à ses collègues. Sing Out! est par la suite dirigé par un comité éditorial (editorial executive board). Silber est remplacé par Bob Norman, moins engagé politiquement, mais le magazine rencontre des difficultés financières aggravées par l'ajout d'un flexi disc à partir de 1971. Durant les années 1980, il doit solliciter les dons de ses lecteurs, et des concerts caritatifs sont organisés pour le renflouer. Mark Moss est nommé rédacteur en chef en 1983. En 1999, Sing Out! est la propriété d'une fondation à but non lucratif et compte 13 700 abonnés.
En 1988, Sing Out! Publications publie le recueil de compositions Rise Up Singing: The Group-Singing Songbook, de Peter Blood et Annie Patterson, depuis réédité à plusieurs reprises.